# سایروجیدا
سایروجیدا (به اسپانیایی: Cirujeda) یک منطقهٔ مسکونی در اسپانیا است که در استان تروئل واقع شده‌است. سایروجیدا ۱۷ نفر جمعیت دارد و ۱٬۱۵۰ متر بالاتر از سطح دریا واقع شده‌است.